# Oenochroma ochripennata
Oenochroma ochripennata är en fjärilsart som beskrevs av Walker 1860. Oenochroma ochripennata ingår i släktet Oenochroma och familjen mätare. Inga underarter finns listade i Catalogue of Life.